# ديفيد دفورجاك
ديفيد دفورجاك (مواليد 5 يونيو 1992) هو مُقاتل فنون قتالية مختلطة تشيكي.

## وصلات خارجية
- ديفيد دفورجاك على موقع يو إف سي (الإنجليزية)
- ديفيد دفورجاك على موقع شيردوغ (الإنجليزية)
- ديفيد دفورجاك على موقع Tapology.com (الإنجليزية)